# Ciernie (gromada)
Ciernie (od 1 VII 1968 Świebodzice) – dawna gromada, czyli najmniejsza jednostka podziału terytorialnego Polskiej Rzeczypospolitej Ludowej w latach 1954–1972.
Gromady, z gromadzkimi radami narodowymi (GRN) jako organami władzy najniższego stopnia na wsi, funkcjonowały od reformy reorganizującej administrację wiejską przeprowadzonej jesienią 1954 do momentu ich zniesienia z dniem 1 stycznia 1973, tym samym wypierając organizację gminną w latach 1954–1972.
Gromadę Ciernie z siedzibą GRN w Cierniach (obecnie w granicach Świebodzic) utworzono – jako jedną z 8759 gromad na obszarze Polski – w powiecie świdnickim w woj. wrocławskim, na mocy uchwały nr 28/54 WRN we Wrocławiu z dnia 2 października 1954. W skład jednostki weszły obszary dotychczasowych gromad Ciernie i Mokrzeszów ze zniesionej gminy Słotwina w tymże powiecie. Dla gromady ustalono 26 członków gromadzkiej rady narodowej.
1 stycznia 1957 z gromady Ciernie wyłączono obszar o powierzchni 3,68 ha (działki 283, 325, 847/3-droga, 848/1-droga i 848-droga), włączając go do miasta Świebodzice w tymże powiecie i województwie.
31 grudnia 1961, na mocy uchwały nr 20 WRN we Wrocławiu z 6 października 1961, gromadę Ciernie miano znieść, a jej obszar włączyć do znoszonej gromady Witoszów Dolny (wieś Mokrzeszów) oraz do miasta Świebodzice (wieś Ciernie) w tymże powiecie. Mimo opublikowania uchwały w Dzienniku WRN z 20 grudnia 1961, Rada Ministrów uchwałą nr 510/61 z 28 listopada 1961 odmówiła zatwierdzenia aktualnego punktu uchwały WRN, przez co gromada Ciernie utrzymała się.
1 lipca 1968 do gromady Ciernie włączono wsie Grochotów, Modlęcin i Olszany ze zniesionej gromady Stanowice w tymże powiecie, po czym gromadę Ciernie zniesiono w związku  z przeniesieniem siedziby GRN z Cierni do  Świebodzic i zmianą nazwy jednostki na gromada Świebodzice.